# جيزيل مونتيرو
جيزيل مونتيرو هي عارضة وممثلة برازيلية، ولدت في 16 نوفمبر 1988 في البرازيل.

## أعمال

### أفلام
- (2009) الحب في هذه الأيام

## وصلات خارجية
- جيزيل مونتيرو على موقع IMDb (الإنجليزية)
- جيزيل مونتيرو على موقع قاعدة بيانات الفيلم (الإنجليزية)